# Powszyński
Powszyński (Powsiński, Rogala odmienna) – polski herb szlachecki, odmiana herbu Rogala z nobilitacji.

## Opis herbu
Na tarczy dzielonej w krzyż w polu I, błękitnym, skos lewy, wycięty liną blankowaną srebrny, między sześcioma gwiazdami ośmiopromiennymi (3 i 3);
W polu II, czerwonym połuorzeł srebrny;
W polu III, srebrnym, róg jeleni o pięciu sękach, czerwony;
W polu IV, czerwonym, róg bawoli brunatny.
Klejnot: klucz złoty, zębem do góry, między trzema gwiazdami ośmiopromiennymi, złotymi (1 i 2)
Labry z prawej błękitne, podbite złotem, z lewej czerwone, podbite srebrem.

## Najwcześniejsze wzmianki
Nadany Bartłomiejowi, tajnemu szambelanowi Klemensa VIII i Walentemu Powsińskim 12 października 1592. Herb składa się z herbu papieża Klemens VIII, Orła Białego oraz herbu Rogala.

## Herbowni
Powsiński - Powszyński.